# Hannah Widell
Hannah-Li Matilda Sunnanäng Lindh Widell, tidigare Widell Rosander och Stjernberg Widell, född 7 mars 1975 i Sankt Matteus församling i Stockholm, är en svensk programledare, mediepersonlighet, författare och entreprenör. 

## Karriär
Widell var programledare för Kanal 5:s Big Brother 2006. Hon har tidigare jobbat på både TV 4 och TV 3. På TV 3 hade hon den kortlivade pratshowen Hannah, ett försök att göra en svensk variant av Ricki Lake Show, samt var programledare för Harem tillsammans med Gry Forssell.
Widell var den som tog TV-programmet Så mycket bättre till Sverige.
Efter att ha arbetat som utvecklingschef på produktionsbolaget Mastiff grundade hon tillsammans med sin syster Amanda Schulman det egna produktionsbolaget Perfect Day år 2011. Perfect Day producerar en mängd svenska poddar. Widell var bolagets vd från grundandet till 2018 då Karolina Roslund tog över. År 2021 köpte Björn Ulvaeus bolag Pophouse upp Perfect Day och 2022 blev Widell åter dess vd.
Med start 2012 drev Widell och Schulman livsstilsprojektet C/O Hannah och Amanda på Aftonbladets webbplats. Projektet inkluderade podcast, bloggar och webb-TV-programmet Middag med Hannah & Amanda. Sedan 2012 har de drivit den gemensamma podden Fredagspodden. Tillsammans med systern har hon även skrivit romantrilogin Två systrar utgiven på Bokförlaget Forum. Böckerna har även filmatiserats och sänts som en TV-serie som hade premiär på Viaplay 2021.

## Familj
Hannah Widell är dotter till fotografen Bengt Widell och Stina Stjernberg samt barnbarn till tidningsmakaren Gunny Widell. Hon har två helsystrar, varav den ena är Amanda Schulman, och ytterligare två halvsystrar.
Hannah Widell var första gången gift 2003–2007 med Calle Rosander (född 1971) och har med honom en dotter. Andra gången var hon gift 2013–2019 med Gustav Wallin (född 1978) och har med honom en dotter och en son. Tredje gången gifte hon sig 2022 med Philip Lindh. Paret har en son född 2021 tillsammans.